# Ruth Wegelius
Ruth Alice Margaretha Wegelius, född 21 januari 1915 i Helsingfors, död där 8 juni 2003, var en finländsk pediatriker. Hon var Finlands första barnhematolog.
Wegelius, som blev medicine och kirurgie doktor 1948, var specialist i pediatrik och barnhematologi samt biträdande överläkare vid pediatriska avdelningen vid Aurora sjukhus 1956–67 och överläkare där 1967–78. Hon var 1956–74 docent i pediatrik vid Helsingfors universitet och tilldelades professors titel 1975. Hon var 1955–66 första vice ordförande i Finlands Akademis kvinnoförbund och 1958–60 ordförande i Finlands kvinnliga läkares förbund.